# James B. Comey
James Brien Comey Jr., ameriški odvetnik, * 14. december 1960.
Od septembra 2013 do maja 2017 je delal kot sedmi direktor Zveznega preiskovalnega urada (FBI). Comey je bil večino svojega življenja član republikanske stranke, vendar je sedaj neodvisen.
Comey je bil od januarja 2002 do decembra 2003 javni tožilec za južno okrožje zvezne države New York, zatem pa od decembra 2003 do avgusta 2005  v vladi predsednika Georgea W. Busha namestnik zveznega tožilca. Comey je imenoval Patricka Fitzgeralda za vodjo preiskave v afero Plame, potem ko se je vrhovni tožilec John Ashcroft umaknil.
Avgusta 2005 je Comey zapustil Ministrstvo za Pravosodje (DOJ) ZDA in sprejel mesto splošnega svetnika in višjega podpredsednika podjetja Lockheed Martin s sedežem v  Bethesdi, Maryland. V letu 2010 se je pridružil  Bridgewater Associates, s sedežem v Westportu, Connecticut. Podjetje je v začetku leta 2013, je zapustil za delovno mesto znanstvenika in predavatelja za zakonodajo s področja državne varnosti na Columbia Law School. Do julija 2013 je bil član odbora direktorjev HSBC Holdings.
Septembra 2013 je predsednik Barack Obama. imenoval za direktorja FBI Na tem delovnem mestu je bil odgovoren za nadzor nad preiskavo FBI v zvezi s poštno afero Hillary Clinton. Njegova vloga v času predsedniških volitev 2016, še posebej kar se njegovih nastopov v javnosti tiče, je bila zelo sporna. Njegove odločitve so bile po mnenju številnih analitikov stale Clintonovo zmago na volitvah.
Predsednik Donald Trump je Comeya 9. maja 2017 odpustil. Po izjavi, ki jo je objavila Bela hiša, naj bi odstranitev Comeya pomagala pripeljati raziskavo o Rusiji do zaključka. Kasneje tisti dan je Trump izjavil, da je, ko se je odločal, da odpusti Comeya, mislil na  "tisto rusko zadevo okoli Trumpa in Rusije", . V zasebnem pogovoru z rusko vlado je Trump izjavil, da se je "zaradi ruske preiskave bil soočen z velikim pritiskom. Tega je [zdaj] konec". Trump je dejal, da je poslal Comeya na cesto zato, da ruska preiskava proti njemu "popusti" —Comeya je imenoval "zmešano glavo".  Po osebnem zapisu, ki naj bi si ga napisal Comey, mu je Trump v pogovoru na štiri oči rekel, da naj konča preiskavo, katere cilj je general Michael Flynn. V zapisku stoji tudi, da je Trump zahteval, naj zapre novinarje, ki objavljajo zaupne informacije.